# Пита од вишања
Пита од вишања је пита печена са филом од вишања. Најчешће се прави од вишања, али се могу користити и друге сорте као што је касна сремза. 

## Историја
Повезује се са Европом и Северном Америком и помиње се у текстовима америчких народних песама као што је Billy Boy. У Америци се пите од вишања служе за Дан Канаде 1. јула и Дан независности у Сједињеним Америчким Државама 4. јула. Повезује се и са прославом рођендана Вашингтона. У Америци се пита од вишања често служи и једе са шлагом или сладоледом што у Европи обично није случај. Уобичајена традиција припреме у Сједињеним Америчким Државама је украшавање коре китњастим шарама пецива. Захтева се да смрзнуте пите од вишања садрже најмање 25% вишања, а вештачки заслађивачи нису дозвољени. У априлу 2019. године је Управа за храну и лекове предложила укидање ових стандарда.

## Рецепт
Постоје различити рецепти пите са вишњама, један од њих наводи да се прави тако што се прашак за пециво помеша са 100 ml воде и 100 ml уља, затим се ставља једна кора на другу са претходно посутом смесом и мало шећера. На трећу кору се ставља пет или шест пуних кашика вишњи и две пуне кашике шећер, након чега се коре заролају и поређају у подмазан плех. Када се све искористе и поређају премажу се остатком мешавине уља и воде и пеку се док коре не порумене. Када се пита са вишњама охлади на њу се поспе шећер у праху и спремна је за послуживање.